# Ricardo Canavati Tafich
Jesús Ricardo Canavati Tafich (Monterrey, Nuevo León; 8 de octubre de 1943) es un político mexicano, miembro del Partido Revolucionario Institucional, que se ha desempeñado como diputado Federal, Senador y alcalde de Monterrey y de San Nicolás de los Garza.

## Biografía
Ricardo Canavati ha ocupado numerosas posiciones en los diferentes niveles de gobierno de México, de 1979 a 1982 fue presidente municipal de San Nicolás de los Garza, Nuevo León, de 1985 a 1988 diputado federal a la LIII Legislatura, en 1988 fue elegido senador por Nuevo León por un periodo de solo tres años a la LIV Legislatura, posteriormente fue subsecretario de Desarrollo Social, nuevamente diputado federal de 1997 a 2000 a la LVII Legislatura y senador de 2000 a 2006, en 2003 dejó su cargo para ser candidato a presidente municipal de Monterrey, cargo para el que fue elegido y en 2005 renunció a él para ser candidato a diputado federal plurinominal.